# Archibald Joseph Cronin
Archibald Joseph Cronin (19. července 1896, Cardross, Skotsko – 6. ledna 1981 Montreux. Švýcarsko) byl skotský lékař a spisovatel, světově známý autor mnoha realistických a sociálně zaměřených románů.

## Život

### Mládí a studia
Narodil se jako jediné dítě Jessie a Patricka Croninových. Otec pracoval jako pojišťovací agent a obchodní cestující. Poté, co otec zemřel na tuberkulózu, se přestěhovali k matčiným rodičům do Dumbartonu. Později přesídlili do Glasgowa, kde po absolvování St. Aloysius' College získal v roce 1914 díky svým schopnostem stipendium na studium medicíny na místní University of Glasgow. Studia přerušil v akademickém roce 1916/17, kdy sloužil jako lékař u vojenského námořnictva. Bakalářský titul obdržel v roce 1919, v dalších šesti letech potom zvyšoval stupeň svého lékařského vzdělání.
V roce 1921 se oženil s Agnes Mary Gibsonovou, se kterou se seznámil na univerzitě. Manželka, také lékařka, mu pomáhala při výzkumu, pracovala v lékárně a jako asistentka v jeho londýnské praxi. Narodili se jim tři synové, Vincent, Patrick a Andrew.

### Lékařská praxe
Po válce začínal v několika nemocnicích, následovala jeho první praxe v hornickém městě Tredegar v jižním Walesu. V roce 1924 byl jmenován lékařským důlním inspektorem pro Velkou Británii, zabýval se důlními předpisy a publikoval práce o vlivu prašného prostředí na plicní nemoci. Poté se přestěhoval do Londýna, kde zřídil prosperující praxi, a začal se zabývat oftalmologií.

### Spisovatelská dráha
V roce 1930 nastoupil Cronin kvůli chronickému dvanácterníkovému vředu na nucenou dovolenou, na které napsal během tří měsíců svůj první román Hrad mistra kloboučníka. Rukopis byl rychle přijat prvním osloveným nakladatelem, od té doby se Cronin plně věnoval spisovatelské profesi a k lékařské kariéře se již nevrátil.
V roce 1939 se v souvislosti s filmováním jeho děl přestěhoval s rodinou do Spojených států, kde strávili s přestávkami následující desetiletí.
Od poloviny 50. let se vrátili do Evropy do švýcarského Lucernu a Montreux, kde Cronin pokračoval ve své plodně spisovatelské činnosti a kde v roce 1981 zemřel.

## Dílo
Cronin se ve svých dílech projevuje jako působivý vypravěč děje s propracovanou zápletkou, klade silný důraz na sociální cítění a využívá pestrou škálu charakterů postav.
V mnoha dílech vychází z vlastních životních prožitků (z mládí, lékařské praxe). Zkušenosti z hornického prostředí promítl do děl A hvězdy mlčí a Citadela, druhé z nich se stalo kvůli zobrazení nespravedlivých praktik v lékařském systému podnětem k reformě a založení National Health Service.
V několika románech se zabývá náboženstvím, jako katolík se blízce setkával s protestanty, kterými byly rodiny jeho otce a manželky. Prosazoval ekumenický a tolerantní přístup v době, kdy ještě nebyl všeobecně přijímán. Názornou ukázkou je román Klíče království, vydaný roku 1941.
Dílo bylo přeloženo do množství jazyků včetně češtiny, některá byla zfilmována nebo upravena jako televizní adaptace.

### Dílo přeložené do češtiny
- Hrad mistra kloboučníka nebo Tyran (Hatter's Castle, 1931)
- Tři lásky (Three Loves, 1932)
- Kaleidoskop (Kaleidoscope in "K", 1933)
- Labutí zámek (Grand Canary, 1933)
- A hvězdy mlčí (The Stars Look Down, 1935)
- Citadela nebo Očistec (The Citadel, 1937)
- Klíče království nebo Klíče království nebeského (The Keys of the Kingdom, 1941)
- Příhody z černého kufříku (Adventures of a Black Bag, 1943)
- Zelená léta (The Green Years, 1944)
- Tvář života (Shannon's Way, 1948)
- Španělský zahradník (The Spanish Gardener, 1950)
- Velká neznámá (Beyond This Place, 1953)
- Křižákův hrob (A Thing of Beauty nebo Crusader's Tomb, 1956)
- Světlo severu (The Northern Light, 1958)
- Další příhody z černého kufříku (Further Adventures of a Black Bag, 1966)

## Citáty
- Život není rovná chodba, kterou bychom volně procházeli, je to bludiště, v němž se často ocitneme ztraceni a zmateni ve slepé uličce a stále znovu musíme hledat cestu.

Máme-li však víru, Bůh nám vždycky otevře dveře, nemusí to být dveře, které jsme si představovali, ale nakonec se ukáže, že jsou pro nás vhodné.